# غرانت لامبرت
غرانت لامبرت (5 أغسطس 1977 في أستراليا - ) (بالإنجليزية: Grant Lambert)‏ هو لاعب كريكت أسترالي. لعب مع فريق جنوب ويلز الجديد للكريكت ‏.

## وصلات خارجية
- غرانت لامبرت على موقع إي آس بي آن كريك إنفو (الإنجليزية)